# Zingiber pseudopungens
Zingiber pseudopungens är en enhjärtbladig växtart som beskrevs av Rosemary Margaret Smith. Zingiber pseudopungens ingår i släktet Zingiber och familjen Zingiberaceae. Inga underarter finns listade i Catalogue of Life.